# Rățălești, Vâlcea
Rățălești este un sat în comuna Roșiile din județul Vâlcea, Oltenia, România.